# 門徒 (電影)
《門徒》（法文：Protégé） 是一部2007年香港犯罪電影，由爾冬陞编劇和導演，錢嘉樂任動作設計，劉德華、吳彥祖、張靜初和古天樂主演。在香港、泰國北部山區及新加坡拍攝，2007年2月15日於香港、中国大陆、新加坡和马来西亚上映。香港收穫2653萬港幣，位列香港年度華语片第三位。飾演反派的劉德華憑此片獲頒金像獎最佳男配角。

## 劇情
鬧市上一個平庸的電器行老闆「昆哥」，暗夜中卻搖身一變為香港最大的海洛因毒梟。香港警隊毒品調查科探員阿力花了近七年時間臥底，終於成為昆哥的左右手，務求搗破這個販毒集團。可是這位行事謹慎的毒梟，只讓阿力管理送貨，無涉其他販毒事項。直至昆哥臥病入院，遇上毒品製煉出現問題，不得已要阿力连夜帶他到煉毒工廠，阿力才得知工廠所在，並進一步取得昆哥信任。
香港海關查緝隊在搜查盜版行動中，無意中查得煉毒工厂所在，並捉到阿力。海關查緝隊督察因為貪功拒絕聯絡毒品調查科，想單憑海關查緝隊之力自行破獲煉毒工場，阿力為了不讓海關查緝隊破壞毒品科長期部署的計畫，冒上生命危險帶著煉毒師傅跳樓逃脫，昆哥雖然信任阿力，也暗中懷疑工廠被抄原因。昆哥自己糖尿病與腎臟病日重，萌生退意，有意把自己販毒事業交給阿力接手，遂向阿力解說海洛英製造、經銷的秘密，把阿力收為門徒。昆哥同時希望阿力可以娶自己的小姨子（妻妹）親上加親。
昆哥清純可愛的小姨子喜歡阿力，但阿力對她無感；反而在幫助身懷毒癮的單親媽媽阿芬解決生活問題時，愛上阿芬並與她發生一夜情，捲進了她混亂的生活裡。阿芬原本已和丈夫分居，但其丈夫在戒毒所找到阿芬，更跟至阿芬家門。阿芬帶著女兒晶晶向阿力求助，但阿力已知阿芬染有毒癮，原要趕她離去，但在她苦苦哀求下，又眼見晶晶困境，終於讓她母女在自己家中留宿，以避開阿芬丈夫，更幫助阿芬戒毒。
昆哥假借帶阿力去泰國拜四面佛還願，其實是帶他到號稱號稱「毒販的麥加」金三角考察，以便真正掌握毒品行業。但是多疑的昆哥見賣給阿力的貨從未在香港市面出現，懷疑阿力是警方臥底而拔槍質問。幸好阿力早就把昆哥的貨上繳並出口境外，急中生智說貨已賣到臺灣高雄，昆哥與高雄毒販「老高」確認後，才完全信任阿力，將自己畢生販毒伎倆教給阿力。
阿力回到香港，駭然發現阿芬帶著孩子與她丈夫在他家中吸毒，一怒之下把三人趕走。阿芬稱，當初施打毒品乃為向丈夫證明戒毒不難，結果陷入毒癮無法自拔。數日後晶晶因飢餓而求助於阿力，從而發現阿芬早已吸毒過量致死，屍首正被老鼠群啃食。阿力崩潰嚎哭，也更加堅定打擊毒品的決心。
毒品調查科認為證據已經蒐集的差不多，便趁昆哥金盆洗手前，把昆哥緝捕歸案。阿力在上司同意之下向昆哥坦白臥底，昆哥哀求阿力讓其自盡換取妻兒安全但阿力拒絕，年邁的昆哥自知一旦鋃鐺入獄，一定是只能在鐵籠度過餘生，且妻兒一家將受他的罪名牽連不得安寧，便躲到廁所裡以牆壁磁磚的碎片割破頸動脈尋死，發現門縫鮮血直流的阿力急開廁門，見狀後愣住不知該救他還是成全他。昆哥虛弱地質問阿力為何出賣他，阿力斥責販毒是害人勾當，昆哥自知理虧不再爭辯，只求阿力稍待片刻容他失血死亡，阿力最終默許昆哥的請求，讓他一死了之，免於對簿公堂。
阿芬與昆哥死後，阿力身心俱疲。雖然立下了大功獲得升遷，長官也嘉許其表現，讓他自由選擇回警局工作或是繼續臥底，但阿力自覺連警察最基本的筆錄也不會做，且看到警察巡邏反而下意識想轉身逃跑，根本無法當差，情願繼續臥底。
事情告一段落後，阿力為了幫阿芬報仇並替她照顧女兒晶晶而計畫陷害阿芬的渣男丈夫。阿力設下圈套，以高報酬協助運毒與阿芬丈夫換取晶晶的監護權，並與他一起運毒到新加坡，結果阿芬丈夫抵樟宜機場便被阿力事先知會的當地警察拘捕，面臨死刑。
頓失愛情與友情、私仇已了的阿力頓失人生目標，終於領悟到人吸毒的原因是源自內心空虛。內心徬徨空虛的阿力禁不住拿起毒品準備注射，此時晶晶走到阿力面前，把他手中的針筒拿走丟進垃圾桶，回身擁抱阿力，以親情的力量讓阿力懸崖勒馬。

## 角色
| 演員             | 角色           | 角色簡介 |
| 劉德華           | 昆哥（林昆）   | 表面上是電器行老闆，其實是香港最大毒販。                                                                     |
| 吳彥祖           | 阿力（李志力） | 毒品調查科臥底探員，滲入昆哥組織搜集證據。為昆哥管理運毒網絡。                                               |
| 張靜初           | 阿芬（彭玉芬） | 被丈夫連累沉溺毒海。為生計向鄰居阿力求助，相處下發展出曖昧情愫，後來被丈夫注射過量毒品致死。                 |
| 古天樂           | 阿芬丈夫       | 癮君子，毫無責任與道德的垃圾渣男，利用女兒販毒。後來被阿力誘騙協助運毒至新加坡被逮，面臨死刑。               |
| 袁詠儀           | 昆哥妻子       | 為丈夫林昆持家，默默支持丈夫的販毒事業。                                                                     |
| Nirut Sirichanya | 察猜將軍       | 金三角軍閥及毒梟，生產海洛英，賣給昆哥。                                                                     |
| 何美鈿           | 昆哥姨仔       | 暗戀阿力，常對阿力示好。當昆哥被捕、知道阿力的臥底身分後痛哭傷心離去。                                       |
| 廖啟智           | 香港海關督察   | 巧合得知煉毒工場所在，為了貪功，刻意不去知會毒品調查科。欲開啟工場鐵閘時，被師爸二姨甥用鐵錘把整隻手掌打飛。 |
| 張翔             |                | |
| 爾冬陞           | 苗志華         | 毒品調查科總警司，阿力的上司及聯絡人。                                                                       |
| 龍逸昇           | 師爸           | 煉毒師傅，設下工場替昆哥加工四號海洛英。                                                                     |
| 元寶             | 球哥           | 倉主，替昆哥管理及貯存海洛英成品。                                                                           |
| 謝芷彤           | 晶晶           | 阿芬女兒，受吸毒父母拖累未能上學，內心純真善良。                                                             |
| 鄧雪妍           | 昆哥大女兒     | 叛逆成性的中學生，抽菸喝酒，讓昆哥傷透腦筋，昆哥死後呸了阿力口水便憤怒的離去                                 |
| 王琬琛           | 昆哥二女兒     | 小女孩，活潑可愛，昆哥死後，知道阿力的臥底身分後怒甩阿力一巴掌離去。                                         |
| 徐志雄           | 師爸大姨甥     | 師爸徒弟。                                                                                                   |
| 陳嘉亮           | 師爸二姨甥     | 師爸徒弟。於海關突擊煉毒工場時，慌張中跳樓身亡。                                                             |
| 鄭世豪           | 海關官員       | |
| 戚玉武           | 新加坡海關官員 | 於樟宜機場逮捕阿芬丈夫。                                                                                     |

## 各地電影級別
| 國家／地區 | 級別 |
| ---------- | ---- |
| 香港       | IIB  |
| 澳門       | C    |
| 台灣       | 輔   |
| 新加坡     | NC16 |
| 馬來西亞   | 18PL |

## 獎項及提名
| 頒獎典禮                     | 獎項             | 名單                                      | 結果 |
| ---------------------------- | ---------------- | ----------------------------------------- | ---- |
| 第27屆香港電影金像獎         | 最佳電影         |                                           | 提名 |
| 第27屆香港電影金像獎         | 最佳導演         | 爾冬陞                                    | 提名 |
| 第27屆香港電影金像獎         | 最佳編劇         | 爾冬陞、秦天南、龍文康、高新              | 提名 |
| 第27屆香港電影金像獎         | 最佳女主角       | 張靜初                                    | 提名 |
| 第27屆香港電影金像獎         | 最佳男配角       | 劉德華                                    | 獲獎 |
| 第27屆香港電影金像獎         | 最佳男配角       | 古天樂                                    | 提名 |
| 第27屆香港電影金像獎         | 最佳女配角       | 袁詠儀                                    | 提名 |
| 第27屆香港電影金像獎         | 最佳新演員       | 謝芷彤                                    | 提名 |
| 第27屆香港電影金像獎         | 最佳攝影         | 姜國民                                    | 提名 |
| 第27屆香港電影金像獎         | 最佳剪接         | 鄺志良                                    | 獲獎 |
| 第27屆香港電影金像獎         | 最佳美術指導     | 奚仲文、麥國強                            | 提名 |
| 第27屆香港電影金像獎         | 最佳動作設計     | 錢嘉樂                                    | 提名 |
| 第27屆香港電影金像獎         | 最佳音響效果     | 曾景祥                                    | 提名 |
| 第27屆香港電影金像獎         | 最佳視覺效果     | Ho Siu Lun、Chow Kim Hung、Ching Han Wong | 提名 |
| 第27屆香港電影金像獎         | 最佳原創電影音樂 | 金培達                                    | 提名 |
| 第44届金馬獎                 | 最佳導演         | 爾冬陞                                    | 提名 |
| 第44届金馬獎                 | 最佳男配角       | 古天樂                                    | 提名 |
| 第44届金馬獎                 | 最佳原著劇本     | 爾冬陞、秦天南、龍文康、高新              | 提名 |
| 香港電影編劇家協會           | 最佳劇本獎       |                                           | 獲獎 |
| 香港電影導演會               | 最傑出導演       |                                           | 獲獎 |
| 香港電影導演會               | 最受推介電影     |                                           | 獲獎 |
| 第十二屆香港電影金紫荊獎     | 十大華語片獎     |                                           | 獲獎 |
| 第十四屆香港電影評論學會大獎 | 推薦電影         |                                           | 獲獎 |

## 外部連結
- 門徒官方網站（繁體中文） (2012年9月14日验证已失效)
- 香港影庫上《門徒》的資料（繁體中文）
- Yahoo奇摩電影上《門徒》的資料（繁體中文）
- 開眼電影網上《門徒》的資料（繁體中文）
- 豆瓣电影上《門徒》的資料 （简体中文）
- 时光网上《門徒》的資料（简体中文）
- 互联网电影数据库（IMDb）上《門徒》的资料（英文）
- AllMovie上《門徒》的资料（英文）
- 爛番茄上《門徒》的資料（英文）